# Someday (I Will Understand)
„Someday (I Will Understand)” este un cântec înregistrat și compus de interpreta americană Britney Spears. Producția piesei a fost realizată de Spears și Guy Sigsworth. Cântecul a fost lansat la 15 iulie 2005 prin intermediul casei de discuri Jive Records drept singurul disc single extras de pe primul său extended play, Britney & Kevin: Chaotic (2005). În iulie 2004, Spears a anunțat că s-a logodit cu dansatorul american Kevin Federline și a dezvăluit că va lua o pauză de la carieră pentru a întemeia o familie. Spears a compus cântecul cu două săptămâni înainte de a afla că este însărcinată cu primul ei copil, Sean Preston Federline. Fiind o baladă pop, „Someday (I Will Understand)”, se referă la sentimentul de emancipare al unei femei însărcinate. O versiune remixată a piesei a fost inclusă în compilația de remixuri din 2005, B în Mix: The Remixes.
„Someday (I Will Understand)” a primit recenzii mixte din partea criticilor de specialitate. Câțiva dintre ei au considerat cântecul drept o lecție despre istoria cântăreței și o baladă „lacrimogenă”, în timp ce alții au considerat melodia ca fiind un „single eșuat” care nu poate fi salvat. Cântecul a ajuns în primele zece poziții ale clasamentelor din țări precum Danemarca, Suedia și Elveția, și a apărut în clasamentele din alte țări europene. Videoclipul muzical a fost regizat de Michael Haussman și a avut premiera în timpul ultimului episod din serialul Britney & Kevin: Chaotic. Filmat în întregime în alb-negru, videoclipul o prezintă pe Spears drept o femeie însărcinată și înfățișează o transformare a personajului ei.

## Informații generale
În luna iulie a anului 2004, Spears a anunțat logodna sa cu dansatorul american Kevin Federline, pe care l-a întâlnit cu trei luni înainte. Relația lor a primit multă atenție din partea publicațiilor mass-media deoarece Federline se despărțise recent de actrița Shar Jackson, care încă era însărcinată cu al doilea său copil la vremea respectivă. Etapele inițiale din relația lor au fost documentate în prima emisiune a lui Spears, intitulată Britney & Kevin: Chaotic. Nunta celor doi a avut loc la 18 septembrie 2004, dar nu au fost căsătoriți legal decât trei săptămâni mai târziu, la 6 octombrie, din cauza faptului că finalizarea contractului prenupțial al cuplului a fost făcută cu întârziere. În octombrie 2004, cântăreața a anunțat că va lua o pauză de la cariera muzicală pentru a-și întemeia o familie. Spears a născut primul ei copil, Sean Preston Federline, la data de 14 septembrie 2005.
Cântecul „Someday (I Will Understand)” a fost compus de către Spears la pianul de la reședința ei, cu două săptămâni înainte de a afla că este însărcinată cu Sean Preston. Solista a explicat că piesa a venit „ca o profeție... atunci când ești însărcinată, te simți emancipată”. Melodia a fost produsă de Guy Sigsworth, acesta lucrând anterior cu Spears pentru single-ul „Everytime” (2003). Spears și-a înregistrat vocea pentru piesă de la studiourile Conway din Los Angeles, California, și la Frou Frou Central în Londra. Spears însăși a interpretat partitura de pian, în timp ce toate celelalte instrumente și mixaje au fost asigurate de Sigsworth. Acompaniamentul vocal pentru piesă a fost furnizat de Kate Havnevik.

## Recepția criticilor
„Someday (I Will Understand)” a primit inițial recenzii mixte de la critici muzicali de specialitate. În timpul recenziei pentru Britney & Kevin: Chaotic, Mike McGuirk de la Rhapsody a observat că: „Britney cântă acum fie despre soț, fie despre copil.” Gil Kaufman de la MTV a fost de părere că piesa a fost o „baladă groaznică cu un videoclip alb-negru care a început să-i declanșeze nebunia [lui Spears].” Leo Ebersole de la Chicago Tribune a considerat-o ca fiind „o piesă fictivă”, în timp ce un alt redactor al aceleiași publicații a observat că „de fapt, piesa este mai mult sau mai puțin o lecție din istoria lui Britney.” Becky Bain de la Idolator a lăudat piesa, afirmând că „Britney devine autentică pentru această odă adusă copilului ei nenăscut.” Kurt Kirton de la About.com a spus că „And Then We Kiss” și alte versiuni remix ale melodiilor precum „Toxic” și „Someday (I Will Understand)” de pe albumul de compilație B in the Mix: The Remixes „sunt de aceeași calitate”. Scriitorul pentru IGN Spence D. a observat că „«Hi-Bias Signature Radio Remix» reverberează cu toate clișeele care adesea înăbușește muzica care foșnește prin noaptea târzie/scenele de dis de dimineață din cluburile din întreaga lume.” Contribuitorul pentru Rolling Stone R Barry Walters a dat remix-ului piesei o recenzie negativă, spunând că „nimic nu va putea salva acest single eșuat ciudat de siropos «Someday (I Will Understand)».” Bradley Stern, de asemenea, de la MTV, a apreciat versiunea remix realizată de Leama & Moor, spunând că „transformă lacrimogenitatea unei balade într-un imn trance complet. Ritmuri puternice, voci care se bâlbâie – este o inimă frântă pe ringul de dans.”
De-a lungul anilor după lansare, atitudinea față de melodie a început să se schimbe spre pozitiv. La zece ani după lansare, un critic de la AXS a numit piesa drept una „senină” și „cel mai sincer single din cariera ei.” Un scriitor pentru MuuMuse a spus că, în timp ce melodia nu i-a definit cariera, a fost „interesantă, și cu siguranță personală.”

## Performanța în clasamentele muzicale
La data de 1 septembrie 2005, „Someday (I Will Understand)” a debutat pe locul 46 în clasamentul Sverigetopplistan din Suedia., ajungând pe locul 10 în următoarea săptămână. În Elveția piesa a debutat pe locul opt pe 4 septembrie 2005. La data de 9 septembrie 2005 piesa a debutat în clasamentul danez pe locul 11. În săptămâna următoare, a ajuns pe locul opt. „Someday (I will Understand)” a ajuns, de asemenea, în top 20 în Belgia (Flandra și Valonia), Finlanda și Norvegia și s-a clasat în topurile din Austria și Olanda. În România, cântecul a ocupat poziția sa maximă, locul 29, la 7 noiembrie 2005, în cea de-a cincea săptămână de prezență în ierarhia Romanian Top 100. „Someday (I will Understand)” s-a vândut 60.000 de descărcări digitale plătite în Statele Unite ale Americii, conform companiei Nielsen SoundScan.

## Videoclipul

O captură de ecran din videoclipul cântecului „Someday (I Will Understand)”, în care Spears apare însărcinată.

Videoclipul cântecului „Someday (I Will Understand)” a fost regizat de către Michael Haussman. Spears a afirmat că „[el a făcut] o treabă minunată înțelegând conceptul cântecului, esența și emoția” și a adăugat că videoclipul are „un sentiment mai diferit” față de oricare dintre videoclipurile anterioare. A fost filmat în iunie 2005 alb-negru. Spears a afirmat că viața ei a „revenit așa cum a fost de la bun început” și a sugerat că în acest proces a suferit schimbări sufletești și trupești, așa cum se poate vedea în videoclip. Clipul a avut premierea la data de 14 iunie 2005, în timpul celui de-al cincilea și ultimul episod al emisiuni Britney & Kevin: Chaotic, intitulat „Veil of Secrecy”. În videoclip este prezentată Spears drept o femeie însărcinată care este așezată pe un pat și se plimbă în jurul unei case, în timp ce cântă pentru copilul ei nenăscut. De asemenea, artista privește de la fereastră sculpturile romane din grădină.
Hayley Butler de la Jam! a spus că „videoclipul este complet diferit față de videoclipurile anterioare în care ține șarpele în mână, în care este toată transpirată și aproape dezbrăcată. Îmbrăcată într-o rochie de mătase clasică, ea se plimbă prin grădină, se așează într-un pat și merge prin iarbă, toate acestea fiind acompaniate de o burtă în creștere.” John Mitchel de la MTV a inclus videoclipul într-o listă intitulată „Beyonce, Britney And Madonna: What To Expect When You're Expecting — Music Video Edition” în anul 2011. Cu toate că blogger-ul website-ului Idolator, Becky Bain, a lăudat cântecul, aceasta a declarat că „în prezent, încă mai arată ca o versiune adolescentină a ei însăși, deci este un pic cam deranjant să o văd cu o burtă imensă, cântând despre maternitate.”

## Ordinea pieselor pe disc
| - CD single distribuit în Europa 1. „Someday (I Will Understand)” – 3:37 2. „Someday (I Will Understand)” (Hi-Bias Signature Radio Remix) – 3:46 - Maxi single în ediție limitată distribuit în Europa 1. „Someday (I Will Understand)” – 3:37 2. „Someday (I Will Understand)” (Instrumental) – 3:37 3. „Someday (I Will Understand)” (Hi-Bias Signature Radio Remix) – 3:46 4. „Someday (I Will Understand)” (Leama and Moor Remix) – 9:18 | - Maxi single distribuit în Japonia 1. „Someday (I Will Understand)” – 3:37 2. „Chaotic” – 3:33 3. „Mona Lisa” – 3:25 4. „Over to You Now” – 3:42 5. „Someday (I Will Understand)” (Hi-Bias Remix) – 3:46 |

## Personal
Persoanele care au lucrat la album sunt preluate de pe coperta Britney & Kevin: Chaotic.
- Britney Spears – voce principală, textieră, pian
- Guy Sigsworth – producție
- Sean McGhee – mixare, inginer de sunet, programare
- Tom Coyne – masterizare
- Kate Havnevike – acompaniament vocal

## Clasamente
| Țară (clasament)                     | Poziția maximă | Referință |
| 2005                                 | 2005           | 2005      |
| ------------------------------------ | -------------- | --------- |
| Austria (Ö3 Austria Top 40)          | 32             | [ 23 ]    |
| Belgia – Flandra (Ultratop)          | 17             | [ 23 ]    |
| Belgia – Valonia (Ultratop)          | 11             | [ 23 ]    |
| Danemarca (Tracklisten)              | 8              | [ 23 ]    |
| Elveția (Schweizer Hitparade)        | 8              | [ 23 ]    |
| Finlanda (Suomen virallinen lista)   | 15             | [ 23 ]    |
| Germania (GfK Entertainment Charts)  | 22             | [ 23 ]    |
| Italia (FIMI)                        | 7              | [ 35 ]    |
| Norvegia (VG-lista)                  | 18             | [ 23 ]    |
| România (Romanian Top 100)           | 29             | [ 24 ]    |
| Suedia (Sverigetopplistan)           | 10             | [ 23 ]    |
| Țările de Jos (Single Top 100)       | 36             | [ 23 ]    |
| Ungaria (Mahasz)                     | 6              | [ 36 ]    |
| Uniunea Europeană (European Hot 100) | 21             | [ 37 ]    |

## Datele lansărilor
| Țară              | Data               | Format              | Casă de discuri | Referință |
| ----------------- | ------------------ | ------------------- | --------------- | --------- |
| Franța            | 18 august 2005     | extended play       | Sony BMG        | [ 38 ]    |
| Germania          | 22 august 2005     | compact disc        | Sony BMG        | [ 39 ]    |
| Germania          | 22 august 2005     | extended play       | Sony BMG        | [ 40 ]    |
| Luxemburg         | 22 august 2005     | extended play       | Sony BMG        | [ 41 ]    |
| Țările de Jos     | 22 august 2005     | extended play       | Sony BMG        | [ 42 ]    |
| Regatul Unit      | 22 august 2005     | extended play       | Sony BMG        | [ 43 ]    |
| Regatul Unit      | 22 august 2005     | descărcare digitală | Sony BMG        | [ 44 ]    |
| Japonia           | 21 septembrie 2005 | Maxi single         | Sony BMG        | [ 45 ]    |
| Regatul Unit      | 11 octombrie 2005  | Maxi single         | Sony BMG        | [ 46 ]    |
| Uniunea Europeană | 15 iulie 2005      | Maxi single         | Sony BMG        |           |

## Legături externe
- Britney Spears - Someday (I Will Understand) pe YouTube
- Versurile complete ale acestei piese pe MetroLyrics